# Tropidocephala flaviceps
Tropidocephala flaviceps är en insektsart som beskrevs av Stsl 1855. Tropidocephala flaviceps ingår i släktet Tropidocephala och familjen sporrstritar. Inga underarter finns listade i Catalogue of Life.